# Judit de Lens
Judit, condesa de Lens (1054/1055 – después de 1086), hija de Adelaida de Normandía y de Lamberto II de Lens. Sobrina de Guillermo el Conquistador.
En 1070, se casó con Waltheof, conde de Huntingdon y Northumberland, con el que tuvo tres hijos. En 1075, su esposo se unió a la Rebelión de los Condes contra el rey Guillermo, último acto de seria resistencia contra la conquista normanda. Judit fue a su tío y denunció a su marido, que terminó condenado y decapitado en las afueras de Winchester, el 31 de mayo de 1076.
Tras de la ejecución de Waltheof, Guillermo prometió a Judit a Simón I de Saint-Liz, conde de Northampton, pero, negándose ella a contraer esas nupcias, debió huir de Inglaterra. Por un tiempo el rey confiscó todos sus feudos, sin embargo, el conflicto se solucionó al casarse más tarde Matilde, hija de Judit, con Simón.
Hacia 1078, fundó la abadía de Elstow en Bedfordshire, y también levantó iglesias en Hitchin y Kempston. Poseyó tierras en Northamptonshire, Leicestershire, Oxfordshire, Bedfordshire y seis condados más.
Descendencia:
- Matilde de Huntingdon, que en segundas nupcias casó con David I de Escocia.
- Alicia de Huntingdon, que casó con Raúl III de Conches.